# Vittoria Belvedere
Vittoria Belvedere (n. 17 ianuarie 1972, Vibo Valentia, Calabria, Italia) este o actriță italiană.

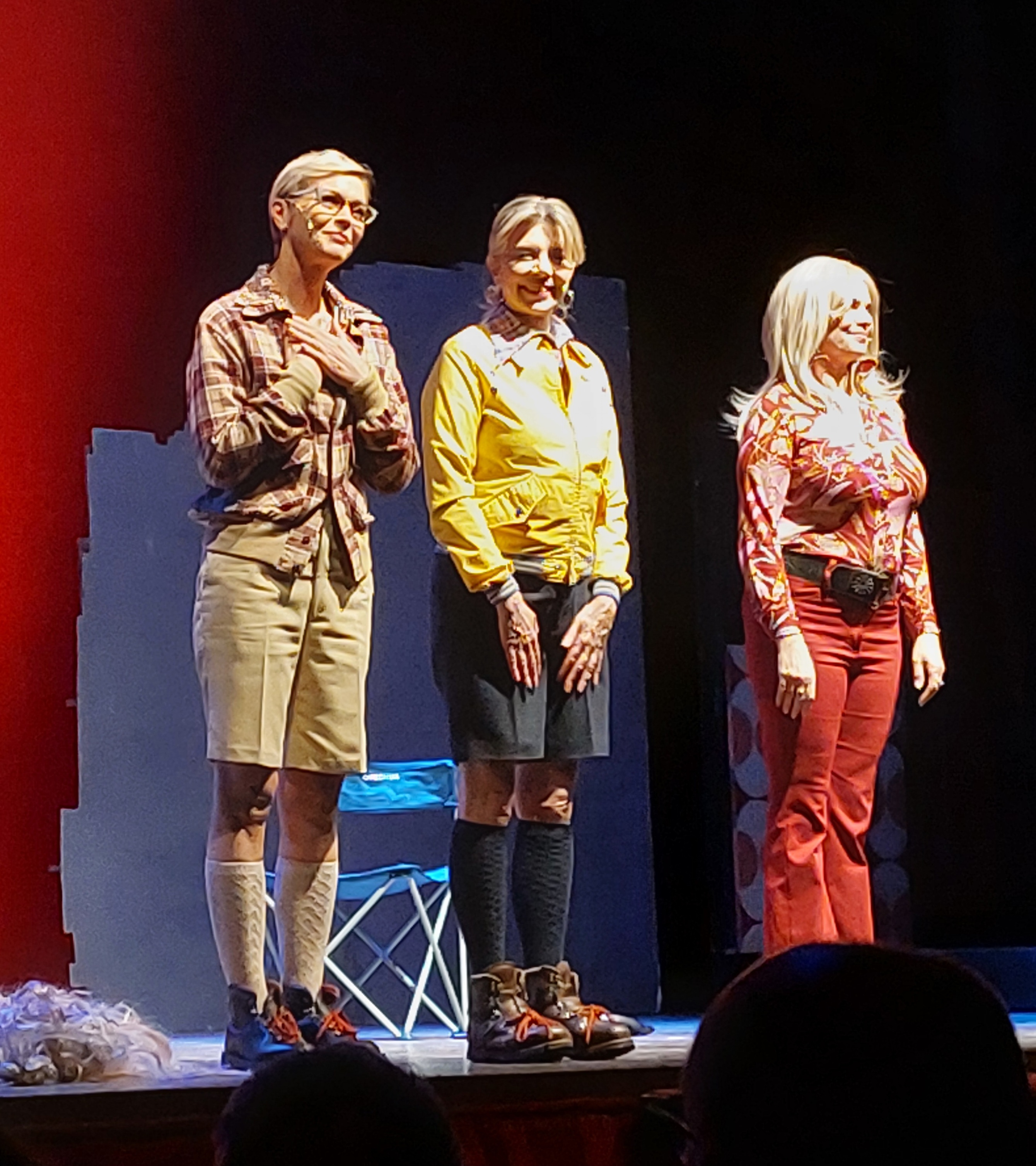
Vittoria Belvedere, Benedicta Boccoli și interpretând Donne in pericolo, la Teatrul San Domenico din Crema, 1 decembrie 2024